# Зенсбахталь
Зенсбахталь (нім. Sensbachtal) — громада в Німеччині, знаходиться в землі Гессен. Підпорядковується адміністративному округу Дармштадт. Входить до складу району Оденвальд.
Площа — 33,94 км2. Населення становить Невірний параметр metadata 06 437 015 ос. (станом на 31 грудня 2020).